# Безодня (фільм, 1958)
«Безодня» — драма-фільм 1958 року.

## Зміст
У Кирила було налагоджене життя. Та якогось моменту все пішло шкереберть. Його діти серйозно захворіли і загинула дружина. На роботі він здійснює посадовий злочин, щоб отримати хабар. Це випливає на поверхню і у героя виникають великі проблеми. Під гнітом усіх життєвих негараздів нещасний втрачає розум.